# Tápiószentmárton
Tápiószentmárton là một làng thuộc hạt Pest, Hungary. Làng này có diện tích 102,91 km², dân số năm 2010 là 5433 người, mật độ 53 người/km².